# Юсупжанова, Клара
Клара Юсупжанова (29 декабря 1940, Кара-Суу, Тянь-Шанская область — 22 июля 2006) — советская кыргызская актриса, кинорежиссёр. Заслуженный деятель культуры Кыргызской Республики.

## Биография
Родилась 29 декабря 1940 года в семье служащего. В 1953 году окончила неполную среднюю школу в городе Нарын. Затем, одновременно училась в вечерней школе и в Медицинском училище в городе Фрунзе. Работала фельдшером.
Кинематографическое образование Клары Юсупжановой началось с Ташкентского театрально-художественного института имени А. Островского, где она училась с 1959 по 1963 годы. В 1966—1968 годах она прошла стажировку в Московском драматическом театре имени К. С. Станиславского. В 1968—1970 годах окончила Высшие курсы режиссёров и сценаристов в городе Москве.

### Актриса кино
Дебют Юсупжановой как актрисы кино состоялся в годы её учёбы в институте. В 1962 году она снимается в роли прицепщицы Калипы в фильме режиссёра Ларисы Шепитько «Зной» (1963) по повести кыргызского писателя Ч. Айтматова «Верблюжий глаз». За талантливое раскрытие сложного и противоречивого внутреннего мира героини удостоена диплома смотра-соревнования кинематографистов республик Средней Азии и Казахстана в городе Душанбе (1963).
В 1965 году Юсупжанова играет небольшую (два-три эпизода), но ключевую роль Бурмы в фильме «Первый учитель», снятом А. Михалковым-Кончаловским по мотивам одноимённого произведения Айтматова. В 1966 году режиссёры фильма «Самая послушная» Б. Абдылдаев и Л. Гуревич поручают ей роль Гуляим — девушки со сложным, скрытым характером. В «Квартиранте» (1968) У. Ибрагимова играет манекенщицу Сару. В 1970-х сыграла небольшие роли в фильмах «Дар» (1974, жена) Э. Орозбаева и «Зеница ока» (1976, жена чабана) Г. Базарова. Крупная роль этого периода — это мужественная патриотка Вьетнама Туанг-Хонг в фильме А. Спешнева «Хроника ночи» (1972, «Беларусьфильм»).

### Режиссёрская карьера
Режиссёрская карьера Юсупжановой берёт начало в 1971 году, когда она включается в работу «Киргизфильма» как режиссёр кинохроники. Готовит выпуски киножурнала «Советская Киргизия», снимает документальные фильмы «Ошские ткачихи» (1973), «Здравствуй, джайлоо» (1977), «Кумыс» (1978, «Киргизтелефильм»), «Пастух и туман» (1980), «Город» (1982), «Тигр задрал двух коров на джайлоо» (1986), «Долина и люди» (1987).
Советский кинокритик Валентин Михалкович отмечал поэтическое звучание документальных фильмов Юсупжановой. Так, очерк «Здравствуй, джайлоо» (1977) посвящён жизни табунщиков и чабанов. По словам К. Ашимова и В. Фуртичева, «за небогатым событиями бытом, показанным в подробнейших деталях, ощущается высочайшая коллективная ответственность людей, уполномоченных беречь и преумножать народное достояние.»
Фильм «Пастух и туман» (1980) рассказывает о летних буднях кыргызских чабанов в отдалённых высокогорных районах, где они находятся в полной зависимости от капризов суровой природы. Фильм «Тигр задрал двух коров на джайлоо» (1986) о древнем искусстве мастериц ковроткания; о поэтике узоров, их духовной и национальной ценности; об их применении в убранстве жилищ и предметах домашнего обихода.
В конце 1980-х Юсупжанова начала работу над художественным фильмом «Аэроплан», в котором главным героем должен был стать самолёт Ан-2. Фильм обращался к теме защиты окружающей среды. Из-за распада СССР картина не была завершена.
В 2001 году Клара Юсупжанова была почётной гостьей XXIII Международного кинофестиваля «Cinema du reel» в Центре Жоржа Помпиду в Париже, где в рамках центральноазиатской ретроспективы был показан её фильм «Пастух и туман». В 2003 году побывала на кинофестивале в швейцарском городе Фрибурге.

## Фильмография
Актриса:
- 1963 — «Зной» — Калипа
- 1964 — «Молитва»
- 1965 — «Первый учитель» — Бурма
- 1966 — «Самая послушная» — Гуляим
- 1969 — «Квартирант»
- 1969 — «Это не беда»
- 1972 — «Хроника ночи» — Туан Хонг
- 1973 — «Ошские ткачихи»
- 1974 — «Дар»
- 1976 — «Зеница ока» — жена чабана

Режиссёр документальных фильмов:
- 1977 — «Здравствуй, джайлоо»
- 1978 — «Кумыс»
- 1980 — «Пастух и туман»
- 1982 — «Город»
- 1984 — «Тигр задрал двух коров на джайлоо»
- 1987 — «Долина и люди»

## Награды и звания
- Диплом смотра-соревнования кинематографистов республик Средней Азии и Казахстана в г. Душанбе (1963) за творчески интересный дебют в фильме «Зной».
- Член Союза Кинематографистов СССР с 1965 года.
- Грамота Верховного Совета Киргизской ССР (1979).
- Заслуженный деятель культуры Кыргызской Республики.